# TOMIX
TOMIX（トミックス）は、トミーテックが展開する日本の鉄道模型ブランドである。

## 概要
1976年（昭和51年）に玩具メーカーのトミー（現・タカラトミー）によって創設されたブランドである。2001年には同社子会社の株式会社トミーテックに事業譲渡された。直流2線式のNゲージの車両・線路・ストラクチャー・アクセサリー・制御機器など、および直流2線式のHO（16番）ゲージの車両を製造している。模型専門店のみならず、一般向けの玩具店や量販店にも販路を持つことを強みとしている。

## 歴史
1959年のプラスチック汽車レールセット（プラレールの元祖）以来、鉄道玩具プラレールや「高級電気玩具OOO（スリーオー）ゲージ 新幹線夢の超特急セット」を販売していたトミーは、1969年、アメリカのバックマン社のNゲージ鉄道模型製品を輸入し、1974年からトミーナインスケールブランドで日本型を発売した。単品販売のほか、模型運転に必要な線路と車両、制御機器をまとめた「基本セット」を発売し、Nゲージの普及を試みた。
車輌については、バックマン製のアメリカ型車輌だけではなく、日本型車輌も開発・販売された。日本型車輌のED75形電気機関車や2軸貨車はケーダー社製で、先行していた関水金属製品に比べて安価だった。続いてDD13形ディーゼル機関車とKSKタイプCタンクが発売され、バックマン製の小形スイッチャーはCタイプディーゼルとして日本風の塗装で発売された。これらの製品は、日本型車両がまだわずかであった当時の日本のNゲージ市場に少なからぬ実績を残した。
1976年、トミーは本格的にNゲージ総合メーカーを目指すこととし、新ブランドTOMIX（トミックス）を立ち上げる。外国への生産依存の姿勢を脱して製品を国産化することとした。また、関連製品を含めて、鉄道模型システムを構築しているドイツの鉄道模型業界の要素を取り入れ、1977年からNゲージプラスチック製道床つきの組み立て式レールシステムとそれと組み合わせるストラクチャーや制御機器を発売した。同年、トミー初のHO（16番）ゲージ車両としてトミーHOスケールブランドで国鉄EF58形電気機関車、国鉄12系客車が発売されたものの、生産は一度にとどまった。なお、直ちに全ラインナップが国産製品に統一されたわけではなく、まず両ブランドはしばらく並立で展開され、1979年にトミーナインスケールのブランドをクローズした。この際、トミーナインスケール時代に製品化された香港製貨車群など一部のラインナップは香港製のままトミックスブランドに合流し、ストラクチャーでも砕石場のようにバックマンの製品をトミックスブランドとして発売しているものが一部含まれた。さらには国鉄583系電車のように価格の安さを狙って香港製の新規製品を投入した事例もあったが、これらの香港製品は国産製品の品質向上に追従できず1980年代中に淘汰された。
1980年、トミー工業は新たに栃木県壬生町に栃木事業所（現・トミーテック本社工場）をTOMIX専用工場として設立した。その後、1995年の国鉄10系客車から、トミックスブランドでのHO（16番）ゲージ車両製造に本格的に参入した。
年譜
- 1969年 - バックマンのNゲージ製品の輸入販売開始。
- 1974年 - 「トミーナインスケール」のブランド名で日本型Nゲージ製品の販売開始(製造はケーダー)。
- 1976年 - ブランドを現在まで続くTOMIX（トミックス）に改める。純国産の最初の車両はオハ35とオハフ33。トミーにTOMIXをはじめとする精密模型の販売と企画を担当するホビー事業部を新設。
- 1979年 - トミーナインスケールを排除した最初のTOMIX総合カタログを発行。初のHOゲージ鉄道模型トミーHOスケールを発売。
- 1980年 - トミー工業は栃木県壬生町に栃木事業所を新設。TOMIXの製造専用とした。
- 1983年 - 宣伝用小冊子『キロポスト』の発行を開始。
- 1984年 - TOMIX唯一のHOナロー（1/80・9mm）規格製品として『東京ディズニーランド ウエスタンリバーレールロードセット』を発売。
- 1987年 - トミーナインスケール時代から続いていた香港製日本型貨車の製造販売を終了。
- 1988年 - ブランドロゴの部分修正[注 4]、箱絵の変更[注 5]、総合カタログの一新[1]。
- 1989年 - トミー工業とトミーの工販合併により、製造がトミーに移管される。
- 1991年 - ハイグレード(HG)の第1弾としてJR東日本253系電車「成田エクスプレス」を発売。
- 1995年 - TOMIXブランドとして初のHOゲージ商品となる国鉄10系客車を発売。
- 1996年 - トミー栃木事業所が完全子会社トミーテックとして独立。生産部門を移管。
- 1998年 - Nゲージ製品で世界初[2]となる『きかんしゃトーマス』を発売。
- 2001年 - TOMIX25周年イベント「TOMIX博」を開催。トミーホビー事業部の企画・開発部門、TOMIXの商標権をトミーテックに移管。
- 2002年 - TOMIX Nゲージ初のフライホイール搭載車両[3][注 6]となる、改良版の『きかんしゃトーマス』を発売[4]。
- 2006年 - トミーとタカラの合併に伴い、販売がタカラトミーに移管される。
- 2009年 - TOMIXブランドで販売されていた人形や樹木などのレイアウト用アクセサリーをTHEコレクションシリーズの情景コレクションに統合する。
- 2013年 - 大宮駅近郊にショールーム「トミックスワールドテックステーション大宮」をオープン。
- 2019年
  - 1月 - プログレッシブグレード(PG)の第1弾として「TRAIN SUITE 四季島」を発売。
  - 7月 - ファーストカーミュージアムの第1弾発売。その後も続々製品展開中
  - 7月27日 - 1月31日をもって営業終了したトミックスワールド大宮が、神田駅付近に「トミックスショールーム東京」としてリニューアル。
- 2025年
  - 5月4日 - 「トミックスショールーム東京」が移転のため神田駅付近での営業を終了。
  - 6月5日 - 「トミックスショールーム東京」が秋葉原付近に移転オープン[5]。

## 製品
ブランド制定から一貫して、Nゲージ鉄道模型のシステム化に力を入れている。特殊な線路、サウンド機能付き制御機器、レイアウト用品などの関連製品も積極的に展開している。HO（16番）ゲージは車両のみを展開している。
製品は射出成形によるプラスチック製がほとんどで、基本的に塗装済み完成品として販売している。

### 車両

#### 全般の概要と技術

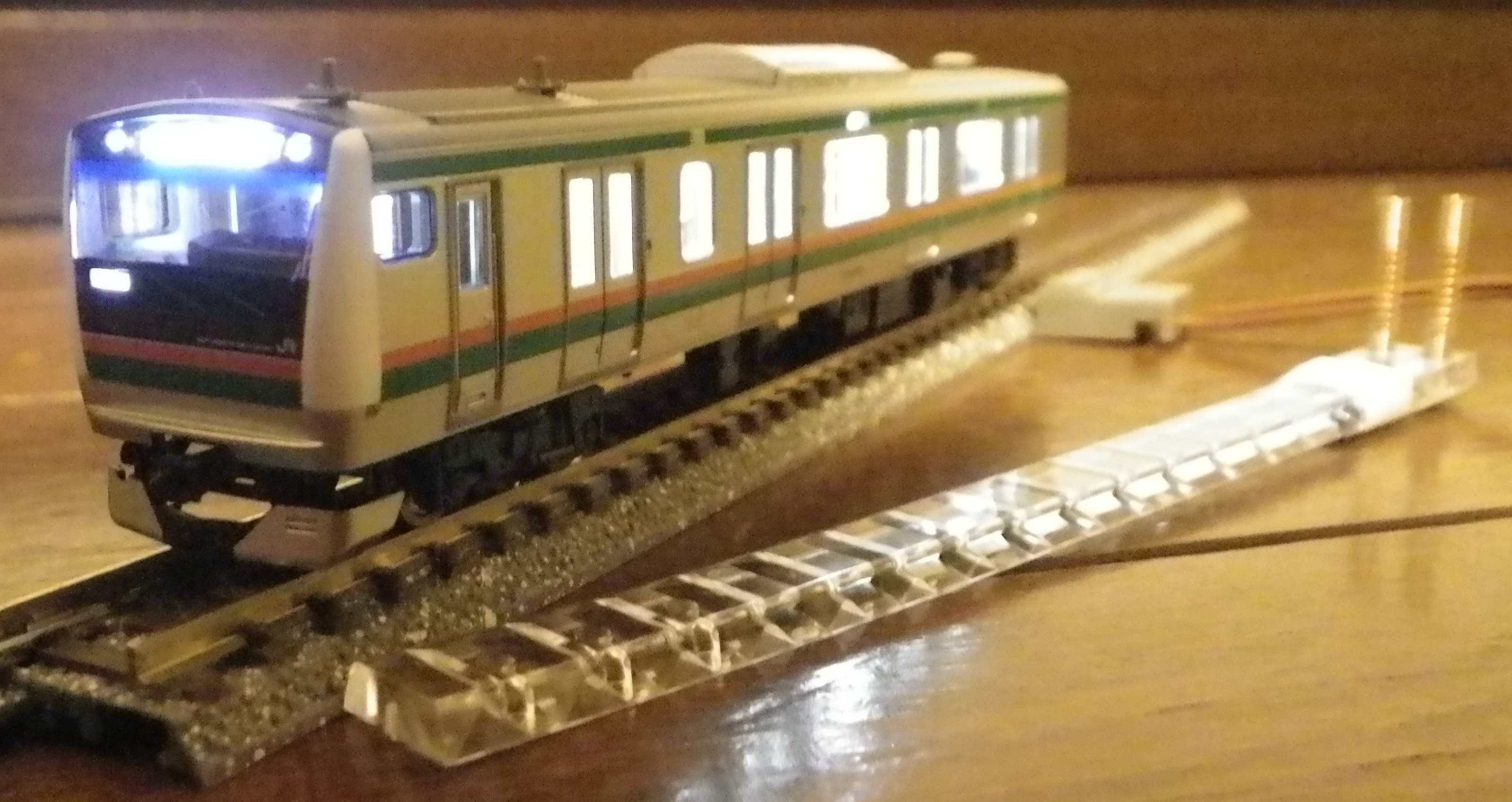
室内照明ユニット（右）と、ユニットを組み込んだ車両（左・E233系3000番台）

製品化の傾向として、1970年代以降の国鉄黄金時代の車両を中心に据え、塗装変更車などのバリエーション展開は積極的だが、ヨンサントオ以前の車種や蒸気機関車、新幹線及び首都圏を除くJR型車両、特に優等列車に関してはそれほど積極的ではない。しかし昨今の国鉄車両人気の高まりとともに見直され、C57形蒸気機関車やスハ32系客車など、戦前の名車の発表が相次いでいる。近年ではセット販売が主体で単品販売は少ない。Nゲージ車両セットの一部製品は3両セットを基本にしており、「マイプラン」のシリーズ名で販売される線路・制御機器とのセットと、好きな車両セットを自由に組み合わせることが可能である。HO（16番）ゲージの車両セットは4両が基本となっている。また、実車の新車登場後間もない段階での製品化が結果的に初期車の少数グループとなってしまう傾向にあり、仕様追加された増備車両への対応がなされないこともある。
同一形式の色違い・仕様違いが豊富であり、国鉄車両の広範なグループの地域カラーや派生形式を積極的に製品化している。近年では車体部品の共用を行わず、細部の違いを再現するために専用の金型を製作することも多い。地方ごとに特色のあるデザインの車両の製品化もされており、115系を例に取ると湘南色、横須賀色（山スカ）、信州色、長野色、コカ・コーララッピング編成、新潟色（初代・2代目・3代目・懐かしの新潟色）、弥彦色（初代・2代目）、瀬戸内色、身延色、福知山線タイプ（限定品）、しなの鉄道色、岡山地区黄色などのバリエーションがある。
JR西日本207系1000番台は、再生産スケジュールが予定されていたが、321系電車を製品化後の2009年2月に、新塗色車が発売された。
JR東日本E233系電車は、車体がフラットなどの理由で新しい金型を必要とした2000番台の製品化をもって全番台の製品化を達成した。ただし改造転用された8500番代は製品化されていない。
細部にこだわったハイグレードシリーズ （後述）の製品は高価であるほか、既存製品も新規金型を使用したリニューアルが実施されると価格帯が上昇する。一方で他社と競合するものや入門者向けの車種では、TNカプラー（後述）の装備を省略してオプション品とする・転写シートといった一部のユーザーパーツを増結セットに同梱させる・一部に安価な部品を採用するなどして価格帯を下げる傾向も見受けられる。
2019年には先頭車や客車1両のみが入った「ファーストカーミュージアム」が発売。展示を前面に打ち出した商品展開も行われるようになる。
動力車
1980年代半ばまでスプリングウォームによる伝動方式を採用していたが、それ以降はシャフト及びギアを使用した伝動方式（登場以降からスプリングウォーム方式が淘汰された頃までの期間は、各種印刷物等で「新動力機構」と呼称されていた）になり、HO（16番）ゲージ車両でも採用された。リニューアル発売される製品も順次改良されている。なお、DCCには対応していない。
近年の新製品はフライホイールの搭載が標準的となり、既存製品もリニューアル時にフライホイール付き動力となることが多い。1990年代後半以降増えだした中国製車両をリニューアルするにあたっては、発売時から続いた中国製造を取りやめてトミーテック本社工場での生産（日本製）に切り替えた製品も存在する。
ハイグレード(HG)シリーズ・プログレッシブグレード(PG)シリーズ
1991年に発売したJR東日本253系電車は、新開発の伸縮式ボディーマウントTNカプラーを装備し、従来省略されていた妻面と床下の機器類を細かく再現した。この徹底した作り込みは253系独自の製品仕様とされたが、トミーは製品の好評を受け仕様を引き継いだハイグレード製品の企画を立ち上げた。伸縮式ボディーマウントTNカプラーを標準装備とすることで、通常省略されている妻面や床下の機器等の再現を可能にした。
また別パーツ化（例えば乗務員ステップやタイフォンカバー等。後者などは選択式の場合もある）による細部にわたる徹底した作り込みを謳った。ハイグレード製品の発売は、順次拡大している。
1994年にハイグレード製品として初めて発売されたキハ58系は好評で即座に400番台車が生産され、のちに地域カラーや改造形式（JR九州キハ71系気動車など）が加わり、トミックスの中心的な車両シリーズへと育っている。
2019年に発売されたJR東日本E001系電車では、ハイグレード製品を超えた「プログレッシブグレードシリーズ」を立ち上げた。
Mカプラー
Mカプラーは1977年に登場した機能連結器で、Nゲージ国際標準のアーノルドカプラー（ラピードカプラー）と完全互換を有しつつディレイド・アンカップリング（DU、突放解放）が可能という特徴がある。通常のアーノルド型の微小スプリングの替わりに極小のマグネットを使用する。
連結解放には対応するレール・M70を使用しその位置で停車すれば解放、通過すれば連結を保持できる。これによって手軽に突放・機回しや入換を行うことができる。
当時のトミー社員Y氏の国際特許。主に電気・ディーゼル機関車に使用される。国産最初の機関車製品として同年に発売されたEF81ではじめて採用された。
TNカプラー
TNカプラーは、アーノルドカプラーやケーディーカプラーと比較して実感的な形状と大きさを持ち、なおかつ実用上充分な連結機能を備えている。また、支点支持方式を工夫した伸縮機構によって曲線上では伸長し、実物より急な曲率のカーブを走行する模型車両の車端部の接触を避けかつ直線上では車両の間隔を狭く保つ事ができる。
これによって、外観やスケールを重視するか実用性を重視するか、という従来の二者択一を解消した。ただし、TNカプラーの連結機構はカプラーの小さなフックと圧力で嵌め込み連結する構造上、自動連結・自動遅延解放には対応できない。
カプラーの形状は自動連結器型、密着自動連結器型、密着連結器型の3種で、従来の台車マウント型カプラー（アーノルドカプラー）交換用に伸縮機能がない製品もある。また、EF63形電気機関車製品化にあたり、同電気機関車が備える双頭型両用連結器を模型でも再現した双頭TNカプラーを開発・採用した。
トミーテックは現在、TNカプラーのライセンスを他メーカーにも与えている。グリーンマックスはTNカプラーのOEM供給を受け、MODEMOはライセンスによって製品に互換性のある連結器を装備させている。マイクロエースのほとんどの製品は伸縮式TNカプラーが取り付け可能な構造となっていたが、後に自社開発し「マイクロカプラー」の販売を開始した。ただしマイクロエースの車両にTNカプラー、もしくはトミックスの車両にマイクロカプラーを取り付けることは、可能な場合があるものの正式対応はしていない。
TNカプラーはタカラトミーの特許（第2664035号）であったが、2012年7月28日をもって特許期間が満了している。
室内照明
客室内を照らす室内照明を「室内照明ユニット」という商品名で発売しており、常点灯対応としているものも多い。電球タイプとLEDタイプがある。
幅広タイプと幅狭タイプがある。但し幅広タイプは縮小傾向にあり、24系などでは従来幅広タイプだったのがリニューアル後は幅狭タイプに変更されて居る。
ボディマウントTNカプラーと共に室内灯も、グリーンマックスやマイクロエースの車両にも一部を除き互換性があり、対応しているが、鉄道コレクションやBトレインショーティーには装着できない。また新幹線車両にはプリズムが短いと言う欠点もあるが、これはタムタムやイルミ、昇龍鉄道と言ったサードパーティ製が長めの室内灯を発売しているため、他社製で解決できる。

#### 国鉄車両
最も力を入れて居る商品。特にリニューアル再販を機にハイグレード仕様で発売が多い。また、JR化後に塗装変更や体質改善車も積極的に発売されている。
ブルートレインや国鉄特急も同業他社よりも多くラインナップされており、北斗星の特定車番も発売されている。但し、蒸気機関車は消極的。

#### JR車
JR車も積極的に発売しているが、国鉄車に比べると消極的。
特に特急車は消極的で、成田エクスプレスとJR西日本287系電車・JR北海道261系気動車・カシオペアくらいであったが、近年はJR西日本281系電車・JR東日本251系電車・瑞風・四季島・ゆふいんの森と少しずつではあるが製品化されつつある。

#### 新幹線
鉄道模型メーカーの中では最も多く製品化している。縮尺は他社の新幹線車両と同様に1/160としている。最初の製品である200系以来、全周を貫通する形態が実車とは異なるものの新幹線特有の外幌を再現している。連結器（カプラー）はフック式カプラーもしくはTSカプラーを採用している。2005年には独特な先頭形状で製品化が困難と言われたE4系を各社に先駆けて発売、また700系3000番台（B編成）の発売により、運行されている新幹線列車をほぼ網羅することとなった。さらに、東北新幹線で行われている「やまびこ+つばさ」などの2編成の併結運転を、収納式TNカプラーの採用により実車同様の実感的な形で可能とした。但しドクターイエローは発売しているがイーストアイや試作車は製品化されていない。
1986年に1度だけ生産された100系小窓試作車は増結用セットや単品の発売もなかったため、レアモデルとされる。

#### 機関車
2010年時点でC57形（135号機、2代目製品）やきかんしゃトーマスシリーズなどを発売しているが、歴史的に見れば蒸気機関車の製品化にはあまり積極的ではなかった。かつて発売した自社設計の蒸気機関車は、トーマスシリーズを別とすればK.S.KタイプCタンク（三井埠頭専用線の5号機に似たスタイル） 、C57形（初代製品）、9600形程度で、いずれも短期間で生産終了している。しかし、2015年時点では特定番号の動態保存機（C57 1・C57 180・C61 20など）を中心に、牽引される客車と合わせて、ファインスケールで展開している。
ディーゼル機関車では実在しないフリースタイルのCタイプ小型ディーゼル機関車も発売しており、車体カラーはオレンジ・黄・青・緑・白・茶色の6色がある。

#### 貨車
「トミーナインスケール」の頃より種類は豊富で、事業用車など特殊な車両まで展開している。2軸・小型貨車は他社が2両以上のセット販売が多い中で、1両単位で販売している。初期の香港製の製品は1987年（昭和62年）に製造中止となっている。
香港製が主流だった1987年頃まではボギー貨車のラインナップも充実していたが、現在ではコンテナ貨車以外は一部にとどまる。
かつて発売されていたタム6000形は、先述のCタイプ小型ディーゼル機関車と同様に実在しないフリースタイルの貨車であったが、現在は「タム500タイプ」として発売しており、実車にはない銀色や黄色のものも発売している。また、コム1（積載コンテナであるC10コンテナも同様）やチ1も「タイプ」と銘打っており、実車とはサイズもスタイルも異なる。

##### コンテナ貨車
コンテナ車は、上記コム1の他コキ5500を発売していた程度だったが、コンテナ1個単位で着脱可能なコキ50000系を発売して以降、載せ替え用のコンテナやコキ100系列・コキ200といったJR貨物の新系列コンテナ貨車・新型コンテナの発売に力を入れるようになった。2000年代に入ると実車同様の台枠シースルー化や国鉄型コンテナ貨車の商品化、2016年には完全フラット構造でありながら最後尾のテールライト点灯を再現した商品までもが販売されている。
特にコキ50000系で確立したコンテナの脱着機構はサードパーティー製品を含めた他社においてもほぼそのままの形で採用されるとともに、2008年以降はジオコレシリーズのトラックコレクション・トレーラーコレクションで発売されたコンテナ輸送用トラックや鉄道むすめコンテナコレクションにも採用された。このためこれらの商品で展開されたコンテナとTOMIXのコンテナ・車両で相互に乗せ換えることが可能になっており、商品パッケージの写真にも使用されている。

#### 客車
寝台車は14系14形、24系25形100番台を中心に長年発売してきたが、2001年以降14系15形、24系24形・25形0番台などが順次製品化された。今日のラインナップは列車名を冠してその編成独自の個室車・改造車が含まれたものなどのセット販売が中心となっており、単品販売は少ない。
一方で一般型客車は、初期から販売しているオハ35系および50系程度だったが、2009年のC57形蒸気機関車（2代目製品）発売の布石として、60系およびスハ32系を相次いで発売した。
なお、2001年以前に発売された客車は、旧型のボディーマウント式TNカプラーには対応していなかった。旧型ボディーマウント式TNカプラーでは、カプラー復元バネの構造上連結面のアソビの部分が少ないため重心移動によるショックを吸収できず、脱線を起こしやすかったことによるもの。
- TNカプラー使用による列車の脱線は、編成が長くなるほどその危険度が高まる。
- ただし台車マウント式の場合は、カプラーポケット部でいくらかのアソビを持たせられるため、ボディーマウント式よりは脱線のリスクは低まる。

ただし、2009年になって新登場したコイルバネ式の改良型ボディーマウントTNカプラーは上記の問題点が大幅に改善され、それ以降の客車の新規製作品はほぼ全てがボディーマウント式TNカプラー対応になっている。これによって従来は連結機能の無いダミーカプラー化が必須条件だった客車最後尾の細密表現が、連結機能を損なうことなく可能になった。

#### 私鉄車両
小田急ロマンスカー（GSE、VSE、LSE、HiSE）や、名鉄パノラマカー、パノラマDX、東武スペーシア、リバティ、スカイライナー、近鉄特急（ビスタEX、アーバンライナー、しまかぜ、ひのとり）等の大手私鉄特急電車と、ミニカーブレールに対応した小型の第三セクター鉄道の軽快気動車、既製品のバリエーションとして地方私鉄・第三セクター鉄道譲渡車輛がある。歴史的には1980年代の西武5000系レッドアロー以降コンスタントに私鉄車輌を製品化していて、私鉄特急電車の分野ではNゲージメーカーの中で一番製品が充実していた時期も長かったが、1995年発売の東武100系スペーシアが大きなキャンペーンを行ったにもかかわらず販売が振るわず、以後2005年発売の小田急ロマンスカーVSEまで10年間私鉄特急の新製品が途絶えることになった。またレールバス等第三セクター鉄道各社の車輛も積極的に製品化しているが、2000年代以降製品を急速に拡充してきた他社と比べて現在の製品ラインナップは多いとはいえない。特に2005年（平成17年）以降は同じくトミーテックが製造販売する鉄道コレクションで販売される車種の方が多くなっている。また通勤型車両の製品化には消極的ではあるが、2010年以降はE233系列列車に属する相鉄11000系電車・小田急4000形電車・都営地下鉄10-300形電車（4次車）といった新製品も見受けられる。
古くからある製品ではライトや動力機構等の製品仕様が旧来のままで近年の新製品と比べて見劣りするものも多く、リニューアルも軽微なものにとどまる傾向にある。西武5000系電車のようにリニューアルされる事も無く生産中止となった製品もある。

#### きかんしゃトーマスシリーズ
イギリスのテレビ番組『きかんしゃトーマス』の製品群を展開しており、Nゲージでは世界初としている。機関車はトーマス・パーシー・ジェームス・ヘンリーのみで、他に客車や貨車、ストラクチャー（駅舎・水車小屋・風車）、スタートセットを発売している。通常のNゲージ製品（1/148 - 1/160）よりも大振りで、玩具的な形態が特徴。1998年度から総合カタログなどに掲載されていた予定品のうちゴードンのみ製品化されず、2014年度のカタログで発売予定が取り消された。2016年より、CGバージョンの顔とコアレスモーターに変更したトーマス・パーシー・ジェームスが再生産された。
ちなみに、パーシーの動力ユニットは週刊 SL鉄道模型や猫屋線の蒸気機関車に流用されている。

#### レールクリーニングカー

##### 国鉄193系 クリーニングカーセット
1981年、当時の最新車両であるクモヤ193系電気検測車の先頭台車にヤスリ付き車輪を搭載した「国鉄193系 クリーニングカーセット」が発売された。クリーニングカーは日本初であった。逆回転するヤスリでレール表面を研磨することによって汚れを落としていたため、レールを削りすぎてしまう恐れがあった。クリーニング台車の交換用としてトレーラー台車が付属していたが、クリーニング用のモーターにスイッチは付いていないので走行と連動して回転してしまった。
クリーニング機能を廃した車両は1982年と2003年に発売され、2002年には塗色変更して443系タイプとして発売された。

##### マルチレールクリーニングカー
2000年、ディスクを交換することにより吸引・乾式（やすり）・湿式（布）の3機能を備えた「マルチレールクリーニングカー」を発売した。上部にはフィルターカバーやレールクリーナーの注入口、D.C.フィーダーNの差し込み口、スイッチがあり、下部には付属のスポンジや刷毛ブラシを付けることができる。車両は架空のもので、塗色は『軌道保線車 (カヤ)』や『連結注意』などと書かれた事業用車タイプのほかに、スケルトン、オリエント急行風、ドクターイエロー風、ひかりレールスター風、○○周年記念モデルなどが存在する。
最近では、45周年記念カラーのマルチレールクリーニングカーが出ている。
海外でも注目されており、各メーカーにより輸入販売されている。米国のAtlasは2003/4年に塗色変更した数種類の「Track Cleaning Car」を販売した。英国のDapolは同国で独占販売しているほか、この製品の技術を利用したOO/HOゲージ版の「Motorised Track Cleaner」を2008年より製造・販売している。HO版はトミーテックでも輸入販売している。

#### 車載カメラ

##### TCS車載カメラ搭載セット
2005年、キハ187形の前面にCCDカメラを搭載した「TCS車載カメラ搭載セット（キハ187形）」が発売された。
走る車両からの前面展望映像をレールで伝送し、アナログビデオ出力して簡単に楽しめる車両型カメラのセット。音声は対応していない。他社のカメラはマイクロ波で空間伝送するので壁を隔てた場所やトンネル内などで映像が乱れたが、本製品では問題ない。レールを通して伝送するため伝導性の良い銀製車輪だが、それでも普段以上に車輪とレールをきれいに維持する必要がある。電波式と違い1チャンネルのみで、1つの線路上には1台しか使用できないが、線路が電気的に切り離されていれば複数の車両を使用できる。また線路配置によって映像が乱れる場合は、ノイズを低減させるノイズキャンセラーを用いる（エンドレール型・フィーダー型・踏み板形）。

##### 車載カメラシステムセット
2017年6月には第1弾としてE233系3000番台（東海道線・高崎線・宇都宮線など）の前面にCMOSカメラを搭載した「車載カメラシステムセット（E233-3000系）」が発売された。2018年10月には第2弾として225系0番台も発売されている。
これは2.4Ghz帯Wi-Fi通信を使用したカメラで、あらかじめ専用のアプリをインストールしたスマートフォンやタブレットにVGA(640×480)の映像を映し出す仕組みになっている。線路側には特殊な加工を行う必要がないが、車両を増結させる場合、他の動力車にも専用動力ユニットを使用しなければならない。停止時に電力が切れるとWi-Fiもリセットされるため、実質的に常点灯対応のパワーユニットが必要である。

#### 1/80スケール・16.5mmゲージ
1970年代にバックマンのHOスケール製品をトミーHOスケールブランドで販売しており、後に香港製のEF58形電気機関車や12系客車を縮尺1/80・16.5mmゲージで発売した。発売前のメーカーの見本市でこのEF58を予定価格4800円としており、対して見本市でエンドウのNゲージ第一作目金属製EF58が予定価格6500円と注目をあつめた。その後は長らく中断していたが、1990年代半ばに再参入した。
トミックスでは1/80スケール・16.5mmゲージの16番ゲージ日本型製品を長らく「HO」と表記していたが、2012年のカタログからは鉄道模型趣味誌「製品の紹介」コーナーで永年採用されている「1/80・16.5mm」表記に改めている（品番はHO-＊＊＊のまま）。
品番やカタログにおいてはNゲージのようなジャンルごとの区分けはされず、一括りで扱われている。
EF66形・DF50形・EH500形等の機関車を始め、電車・気動車・客車・貨車を発売しており、一部の製品にはハイグレード仕様のものもある。蒸気機関車は製品化していない。貨車は、タンク車・ホッパ車・コンテナ車を中心とした製品展開を行っていて、タンク車・ホッパ車には、1両のみの完成品と2両分が入った組み立てキットという2種類の販売形態がある。コンテナ車は、Nゲージ同様に載せ替え用コンテナも展開している。また、南部縦貫鉄道キハ10形レールバスをはじめとして、1両でも運転を楽しめる小型車両も多く展開している。

#### 限定品
さよなら運転や、新型車両デビューなど、特別な列車を再現した製品を発売している。当日の当該列車に充当された編成や機関車を、車両番号から内装・特別装飾が施された場合はその装飾に到るまで完全に再現して製品化している。寝台列車の衰退から、「さよなら○○」シリーズは寝台列車が多く発売されている。
また、各種イベントやテックステーション限定商品として既存製品のバリエーション製品やフリーランスデザインの貨車も発売されている。

### 線路
1976年、トミーナインスケールからTOMIXへのブランド変更と同時にNゲージとしては日本メーカー初のプラスチック製道床つき組立式システムレールを発売した。これは平面性が確保しづらい畳や絨毯の上で軽いNゲージ車両を運転しても安定した走行を確保できるものであった。それまでの日本のNゲージでは、道床のない組立式線路を台枠の上に固定して、そこで車両を走行させることを最良としていた。しかし日本では狭い住宅などの事情によって鉄道模型専用に部屋を持てない状況が多い中、遊ぶ毎に敷設し撤去も容易にできる線路の需要が存在している。そのため、16番ゲージでは道床付きの組立式レールが製品化され、「お座敷運転（お座敷レイアウト・フロアレイアウト）」に好んで使われていたが、Nゲージではトミックスレール以前には道床付きレールはごく一部の外国メーカー製品しかなく一般的ではなかった。トミックスレール発売以後は、日本のNゲージにおいては道床付きレールが普及し、日本国外も含めて他メーカーも道床付きレールを製品化するようになった。
また、ターンテーブルもフロアレイアウトで線路と直接接続できるもので、長らく国内唯一の存在であった。その一方で固定式レイアウトでの使用も考慮し、道床の厚みは比較的低く、固定用の釘穴も開けられている。
アクセサリーなどの関連製品が充実しており、システム性が高いことも特徴である。トミックスはヨーロッパで一般的な、綿密に計算されシステム化されたレールシステムを日本へ導入した。また、輸入に頼らず国産化し普及させたが、現在では生産拠点をコストの低い中国へとシフトしている。

#### 基本仕様・規格
- 直線線路の基本の長さは140mm。駅などでの有効長の計算を簡単にするため、20m車両約1両分 (20000mm÷150≒133mm) に近い値として設定されている。これに基づき2倍の長さの280mmや半分の70mmを加えて構成されている。
- 複線間隔は37mm（道床の幅の2倍）。これに基づき、曲線線路の半径や信号機の機械の幅などが決められている。線路間隔が他社規格と比較しやや広くリアリティに欠けるものの、脱線した場合に対向列車との衝突が避けられる。また新幹線等の偏移量が大きい車両も干渉せずに離合できる。島式ホームの幅は55.5mm（複線間隔の1.5倍）。
- 曲線の基本半径は280mm。これに複線間隔37mmを前後させた半径243mm、317mm、354mm、391mmなど、45度（8本で円になる）および15度が設定されている。
- 特徴として、ポイントなどを除くほとんどの線路の道床部分にフィーダー差込口がついている点が挙げられる。道床つきレールシステムの多くがフィーダーを取り付けるための専用線路を必要とする中、余分な線路を組み込むことなく給電できる数少ないシステムである。フィーダーの外観は線路際の継電器箱を模したものとなっている。
- 線路同士の接続は、片側のレール先端につけられた金属製のジョイナーと道床の片側に設けられた突起（ジョイント）をもう一つのレールの同部分と組み合わせる事により行う。
- 他社に比べて両渡り付交差や三枝分岐などの複雑な構造の分岐器を多く発売している。

旧道床線路（生産終了）

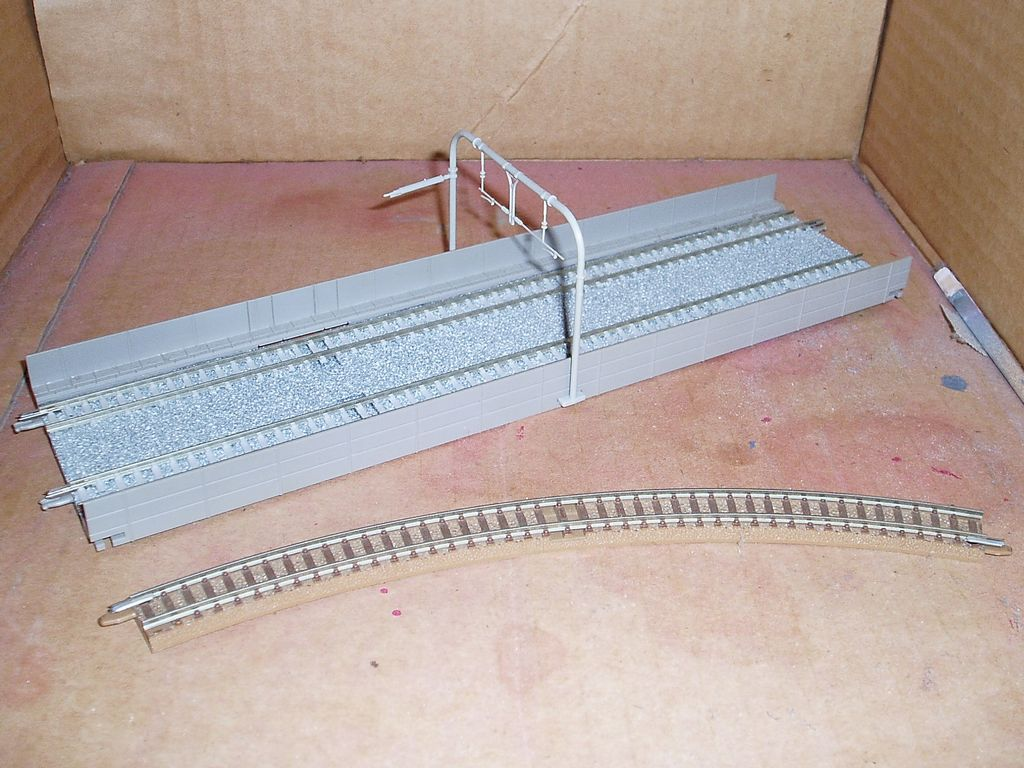
旧道床線路（手前）とファイントラック複線レール（奥）

- 最初期のレールは耐久性を考慮し、さびないステンレスを用いていたが、電気抵抗が大きく電圧降下しやすいことと、素材の剛性が高く曲線レールの曲げ戻りクレームの発生となった。レール断面はいわゆるレール形状ではなく、T型をひっくり返した形状になっていた。道床は薄茶色のプラスチック成型色で、枕木をこげ茶に塗装していた。ジョイント部は道床プラスチックと一体の丸先ガイドが突出している。
- 1980年頃、ジョイント部のプラスチックガイド先端は先が細くなった（在来品との互換性は保たれた）。
- 1985年頃、上記のステンレスの不具合を克服するため、洋白製のレールに変更された。
- 1984年発売の東京ディズニーランド・ウエスタンリバーレールロードセット（縮尺1/80・9mmゲージ）用の9mmナロー線路（直線200mm、曲線半径200mm・45度）は、車輌・パワーユニットを含めたセット販売（直線線路6本・曲線線路8本）のみとされ、単品販売はされていない[16]。これは枕木間隔や道床幅をNゲージ用レールより大きくしたもので、同社製Nゲージ用レールとの混在も可能だった[16]。
- 1998年に「きかんしゃトーマス」セット向けとして、同型異色の灰色成型・黒色枕木の道床付きレールが投入され[2]、その後カタログに載り一般化した。両者はファイントラックへの移行まで並行販売していた。

ファイントラック
2002年に、トミックス線路製品のジョイナーの耐久性が低かった点を改善し、ファイントラック (Fine Track)と名付けて発売した。
- 道床は3色のグレーで印刷表現され、こげ茶色に塗装された枕木と相まって実感的となった。
- レールの接合部は接続が確実なクリック付きジョイナーに改良され、金具の型、固定方法も一新された。
- 基本長・曲線半径・フィーダーなどの規格については旧製品からの変更はないため混用も可能だが、例外として最初期製品（道床のジョイント先端が丸い）との接続はできない。
- 近年はさらに種類を増やし、PC枕木・スラブ軌道・複線線路も発売している。
  - PC枕木製品は、フィーダー用のスリットが1本増え、3本になっている。
  - スラブ軌道の線路はバラストの線路と比較し種類は少ないが、半径500mmを超える緩曲線が設定された（後に一般用線路も発売された）。複線用のほか単線用もある。従来のフィーダーは枕木の間に差し込むことで目立たないようになっていたが、スラブ軌道の線路は枕木がなく目立つため、専用のフィーダーが用意されている。また、線路にカントが付いたワイドPCレールシリーズをカトーに続く2009年10月に発売した。
  - 複線線路は単線用と比較して種類が少ない。直線は140mmや280mmに加え1120mm(280mmの4倍)、曲線は280mmと317mm、354mmと391mm、428mmと465mmの3種類がある。構造としては側壁が取り付けられているほか、枕木はPC枕木を再現しており、近年に新設された路線の再現などに向く。フィーダーの取り付け、ホームの設置には、側壁をカットするなどの加工が必要で、これを回避するためには単線線路もあわせて使用する。単線用と直接接続可能なほか、そのまま高架橋としても使用できる。
- ポイント類については品質を大幅に改善した（下記）。

ミニカーブレール・スーパーミニカーブレール
鉄道コレクションやBトレインショーティーなどの小形モデル・デフォルメモデルが多数発売されるようになった。
- これらの車両を手軽に楽しむため、基本半径を通常の半分の140mm・複線間隔の37mmを足した177mmのミニカーブレールシリーズと、140mmから37mmを引いた半径103mmのスーパーミニカーブレールを発売した。このスーパーミニカーブレールはB4判のスペースの中にエンドレスレイアウトを作る事ができる。後述のミニ電動ポイントを含め、走行可能な車両は限られる。
- これらと同規格で、アスファルトを模した路面が一体化したワイドトラムレールも発売している。

#### 電動ポイント
他社と比較して種類が豊富でレイアウトの自由度が高い。小型化に力を入れており、全長わずか70mmの電動ポイントも製品化している。
- ポイントマシン
  - 茶色道床時代は3線式交流17Vだった。最初期はポイントマシンが脱着不能な大型で、複線間隔の37mmには収まったが対向配置はできなかった。
  - その後、取り外し可能な小型の「ニューポイント」となり、複線対向または高架駅への使用が可能となった。ポイントマシンの外観は明るい灰色塗装であったが、発売されたバラストに合わせて濃い灰色に色調が変更された。
  - 1997年のNeoシリーズ化以降、直流12Vバイポーラ式へ変更。薄型化された電動ポイント-N（後述）ポイントマシンとして完全内蔵化された。しかし、ポイントスイッチをはじめ、従来の3線式交流17V製品との互換性は失われた。
    - Neoシリーズは線路横にダミーの転轍機を設置し、トングレールを支え動かすロッドを緻密に再現している。さらにファイントラックでは、道床つきとしては日本初のダブルスリップポイント[注 24]、Y字ポイント(Nゲージの電動道床内蔵式としては世界最小)や、2008年2月には3方ポイントも発売した。

  - ファイントラック化より、ダブルクロスポイントを除き、完全選択式へのリニューアルが行われ、スプリングポイントとしても使えるようになった。
  - ミニカーブレールのポイントとして、半径140mm、直線側70mmのミニ電動ポイントを発売。これも通常品と同様にスプリングポイントとして使える。ダミー転轍機も、電動式に加えてダルマ型や標識つきの手動式転轍機まで付属している。

### 制御機器
パワーユニットを電源とし、分岐器駆動用のポイントマシンや電動ターンテーブルの制御装置など各種機器を取り付けて拡張できる（一部安価な製品を除く）。当初の黄緑色パワーユニット時代とNECST時代は周辺機器がバラ線交流17Vで、電動ポイントもバラ線の交流3線式だった。現在はNECST-neo（ネクスト・ネオ）シリーズとして、ポイントも含めた周辺機器は全て専用コネクター経由の直流12V2線式になっている。これは、電源が高価で重いトランス式から安価で軽いスイッチング電源に変遷し、交流17Vを出力できなくなった事が影響している。
またNECST時代から、実車の運転台さながらの速度計やブレーキ圧力計などが付いたパワーユニットや、車両内照明の常時点灯が付いたパワーユニットを展開している。NECST-neoになって、列車走行音などを鳴らせるパワーユニットや、無線操縦のパワーユニットを発売している。さらに、デュアル・キャブ・コントロールの技法を応用し、車両への加工なしで複数車輌制御を可能とする「TNOS」を開発している。
NECST時代から、センサーで連動する信号機と踏切を展開している。現在のNECST-neoでは、信号機は腕木式と色灯式があり、色灯式は2灯から5灯まであり、4灯と5灯では停止から進行まで全ての現示方式を再現（京急電鉄等の抑速現示は表示モードの切り替えで対応）した。踏切は、列車の接近を感知して遮断機が上下し（4本ある遮断機では2本ずつ下がる）、実際の踏切警報機の電子警報音を5種類再現している。

### レイアウト用品
ユーザーがお座敷運転にとどまらず、本格的なシーナリー付レイアウトに取り組めるように、早くから独自ブランドによる商品展開を行っている。カラーパウダー・バラスト・レイアウトマット・樹木などの他、ベース用木製ボード、ボンド・シリコーン・プラスターなどのDIY店が存在しないと入手しにくい素材まで、きめ細かい商品展開を行い、自社の販路を用いて入手しやすくする方針を貫いている。

#### ストラクチャー・アクセサリー
「トミーナインスケール」の頃はバックマンの製品を販売していた。TOMIXブランドが創設されると一部を除いて全廃され、日本の建物が新規作製され置き換えられた。初期から販売している木造駅舎・わらぶき農家の他、商店・ビル・住宅など、鉄道関係以外の建物も数多く発売している。基本的に、内装や屋上機器類を省略された簡素な形態である。
ガソリンスタンド（エネオス・JOMO・出光興産・コスモ石油・キグナス石油）やコンビニエンスストア（セブン-イレブン・ローソン・ファミリーマート・スリーエフ）のように、実在の企業名を許諾の上使用した製品も存在する。
線路関係では、先述の信号機と踏切のほか、線路の標識類、ミニカーブレールに対応した路面電車の併用軌道が再現できるパーツなども発売している。
2009年以降、人形や一部を除く自動車等のアクセサリー類は、ジオコレシリーズのTHEカーコレクション、情景コレクションに一本化され、トミックスブランドでの販売を中止することになった。2015年（平成27年）現在、トミックスブランドの自動車はフォークリフト、クム80000形貨車に付属する4tトラックのみとなっている。樹木についても、情景コレクションの方が取扱品目が多い。

### 印刷物
1977年よりトミックス総合カタログを毎年発行している。当初から西暦の末尾2桁で「'89」という単年表示だったが、「1990」～「1996」「97-98」「98-99」「2000」～「2003」「2004-2005」～「2008-2009」と変遷している。「2009-2010」版から、「トミックス総合ガイド」という名称に変更した。しかし、2021-2022版はコロナウイルスの影響もあってか（TOMYTECは諸般の事情と説明）毎年12月に発売していたカタログは、2022年4月に発売延期となっている。
カタログを補完する速報版として小冊子の「キロポスト」を1983年（昭和58年）より年数回発行している。キロポスト別冊としてキロポストに掲載されたレイアウトを集めた「レイアウトルーム総集編」などを発行している。
他にレイアウトプラン集やパーツリストも、カタログと別に発行している。
- TOMIXの使い方

月刊専門誌鉄道模型趣味 (TMS) を発行する機芸出版社から、トミックス製品に特化したガイドブックとして数年に1度の割合で発行されていた。

### ソフトウェア
1990年代後期から2000年代前半にかけて、TOMIX DIGITAL（トミックスデジタル）のブランドで鉄道運転シミュレーションゲームなどのソフトウェアを展開した。
この他に、東芝EMIから発売されたTOMIXのデジタルカタログやゲームソフト『ガタンゴトン』、アイマジックの『鉄道模型シミュレーター』（一部のバージョン）の制作にも協力している。
また、1990年代ごろには『トミックスモデルワールド』として店頭上映向けのビデオを制作し、途中のタイトルからは一般販売もされた。2001年のTOMIX25周年の際には「第17号・総集編」としてVHSとDVDの両方で発売され、これが最終作となった。その後も、初心者向けのシリーズ解説DVDなどは新作が発売されている。